# Eraserhead
Eraserhead is het langspeelfilmdebuut van cultregisseur David Lynch. 

## Verhaal
De film gaat over de onschuldige jongeman Henry die een meisje zwanger maakt en van haar ouders met haar moet trouwen. Als zijn vrouw echter genoeg van hem krijgt, laat ze hem achter met hun monsterlijke baby. Tussen de baby en zijn vader ontstaat een ietwat vreemde band, mede omdat Henry niet goed weet wat hij met het kind aan moet.

## Achtergronden bij de film
Eraserhead is te omschrijven als vervreemdend en choquerend. Lynch deed er ongeveer vijf jaar over om de film te maken, waarbij sets afgebroken moesten worden en daarna weer moesten worden opgebouwd. Jack Nance moest vijf jaar lang hetzelfde kapsel houden en Lynch had veel moeite met de financiering van het hele project, ook omdat het originele scenario maar 20 bladzijden lang was. Hoe de baby uit het verhaal gemaakt is, is nooit opgehelderd. Er gaan suggesties dat het wezen is gemaakt met behulp van een koeienfoetus.

## Wetenswaardigheden
Eraserhead was een favoriete film van zowel Stanley Kubrick als John Waters.